# Philippus IV van Macedonië
Philippus IV van Macedonië (Oudgrieks: Φίλιππος) (Elateia (Fokida), 296 v.Chr.) was een koning van Macedonië van 297 tot 296 v. Chr.
Hij behoorde als oudste zoon van Kassander en Thessalonike van Macedonië (een halfzus van Alexander III de Grote) tot het heersersgeslacht van de Antipatriden. Philippus stierf na een vier maanden durende heerschappij aan tuberculose.
Na zijn dood namen zijn broers Antipater II van Macedonië en Alexander V van Macedonië gezamenlijk de regering over.